# Streptopsyche davisorum
Streptopsyche davisorum är en nattsländeart som beskrevs av Ross och Unzicker 1977. Streptopsyche davisorum ingår i släktet Streptopsyche och familjen ryssjenattsländor. Inga underarter finns listade i Catalogue of Life.